# Political Economy Research Institute
El Instituto de Investigación de Economía Política (en inglés: Political Economy Research Institute, o  PERI) es un instituto de la Universidad de Massachusetts Amherst, Estados Unidos, que, de acuerdo con su misión, «...promueve el bienestar humano y ecológico a través de sus propias líneas de investigación. Su enfoque es trasladar los conocimientos aprendidos a propuestas políticas viables que sean capaces de mejorar la vida en nuestro planeta hoy y en el futuro». En palabras del difunto profesor Robert Heilbroner, en el  PERI «nos esforzamos por hacer una ciencia viable de la moralidad».

## Creación y objetivos
El PERI se creó en 1998 como una unidad independiente de la  Universidad de Massachusetts Amherst con estrechos vínculos con el Departamento de Economía. Los investigadores del PERI con frecuencia trabajan en colaboración con los profesores y estudiantes de postgrado de la Universidad de Massachusetts, y también con otros economistas de todo el mundo. Muchos de estos colegas se han convertido en Investigadores Asocidos del PERI. Desde su fundación, el PERI ha sido una organización de referencia en cuanto a las iniciativas de investigación y de política pública sobre múltiples cuestiones de globalización, desempleo, la inestabilidad de los mercados financieros, políticas del banco central, salarios dignos, trabajo decente y economía de la paz, el desarrollo y el medio ambiente.
Los objetivos del PERI son
- seguir produciendo investigación de alta calidad;
- enfocar la economía al debate público sobre el bienestar humano y ecológico;
- ampliar el número de economistas que colaboran en proyectos del Instituto;
- aumentar la incidencia del PERI en el conjunto de las comunidades que se ocupan de cuestiones de política económica.